# Candice Renoir
Candice Renoir é uma série policial francesa criada por Robin Barataud, Brigitte Peskine e Solen Roy-Pagenault. Originalmente transmitida pelo canal France 2 desde 2013, em Portugal é transmitida pela RTP2 e AXN White desde 2016 e no Brasil desde 2020 pela AXN.

## Sinopse
Candice Renoir (Cécile Bois), mãe de quatro filhos, regressa a França, específicamente para a vila de Sète perto de Montpellier, para retomar seu trabalho como comandante da polícia nacional francesa depois de ter passado 10 anos como expatriada em vários lugares do mundo como: México, Los Angeles, Dacar e Singapura ao lado do marido de quem divorciou-se após uma infidelidade da parte dele. Candice tem de lidar com seus filhos que não estão satisfeitos com a nova situação, e com sua nova equipa de trabalho que não a recebe muito bem e cuja confiança deve ser conquistada. Sua chefe também não está feliz com o retorno dela e, além disso, sua maneira particular de pesquisar e se vestir, não condizente com a seriedade de seu trabalho, não melhora a percepção deles sobre ela. Esta longa ausência e a conotação de mãe de família numerosa são desvantagens que Candice consegue, de forma brilhante, transformar em vantagens: ela resolve as investigações criminais mais complexas com um bom senso e pragmatismo fora de comum. Sendo mulher, loira e encantadora, Candice é subestimada amiúde pelos seus interlocutores.

## Personagens

### Equipa de Candice
- Cécile Bois: Comandante Candice Renoir (née Muller). Embora seja uma investigadora muito competente após 10 anos de ausência tem problemas para voltar ao ritmo do trabalho policial, especialmente no que toca às novas tecnologias.[4]
- Raphaël Lenglet: Capitão Antoine Dumas. Ele tem dificuldade para aceitar Candice como comandante desde que a comissária Attia tinha-lhe prometido a promoção.
- Gaya Verneuil: Tenente Chrystelle Da Silva. Luso-francesa, não confia em quase ninguém, fala pouco e oculta tudo ao respeito da vida própria, tem um filho chamado Lucas. (Temporadas 1-5, recorrente na temporada 9, em 2 episódios)
- Mhamed Arezki: Brigadeiro Jean-Baptiste Medjaoui. (Temporadas 1-2, convidado na 3.ª)
- Yeelem Jappain: Tenente Valentine Atger. (Temporada 5-9)
- Ali Marhyar: Brigadeiro Meddhi Badou. (Temporada 3)
- Philippe Duquesne: Brigadeiro Albert Maruvel. (Temporada 3, episódios 1-7)

### Outros policiais
- Samira Lachhab: Comissária Yasmine Attia, primeira superiora de Candice. Abertamente hostil, ela sugere ao Antoine que forçaram-na para contratar Candice. (Temporadas 1-3)
- Stéphane Blancafort: Comandante David Canovas. (Temporadas 2-4, convidado na 5.ª)
- Nathalie Boutefeu: Comissária Sylvie Leclerc, a nova superiora de Candice. (Desde a 4.ª temporada)
- Alix Poisson: Pascale Ibarruri, chefe da Polícia científica. (Temporadas 1-2).
- Delphine Rich: Aline Jego, responsável pela Polícia científica. (Desde a 2.ª temporada).

### A família de Candice
- Clara Antoons: Emma Renoir, a filha mais velha de Candice, tem saudades da sua antiga vida.
- Étienne Martinelli: Jules Renoir, filho mais velho de Candice, é apaixonado pela gastronomia. O rapaz tem 14 anos de idade no início da série.
- Paul Ruscher: Martin Renoir, um dos gémeos. O menino tem 8 anos de idade no início da série.
- Alexandre Ruscher: Léo Renoir, o outro gémeo.
- Fanny Cottençon: Magda Muller, mãe de Candice (Temporada 4)
- Arnaud Giovaninetti: Laurent Renoir, ex-marido de Candice (Temporadas 1-2)

## Adaptações
Em 2020, o canal de televisão comercial polaco Polsat iniciou a produção de sua própria versão de "Candice Renoir" chamada "Komisarz Mama".